# باول بوم
باول بوم (بالألمانية: Paul Böhm)‏ (1959 في كولونيا) هو مهندس معماري ألماني. والده هو المهندس المعماري غوتفريت بوم وهو واحد من أربعة أبناء غوتفريت، وجده هو المعماري دومينيكوس بوم.

## حياته
اشتغل باول بعد تخرجه عام 1980 لمدة عامين في مكتب هندسة معمارية في ميونخ ودرس الهندسة المعمارية إلى غاية عام 1990 في برلين وفيينا عاصمة النمسا. اشتغل عام 1991 لدى المهندس المعماري الأمريكي ريتشارد ماير في نيويورك. انضم بعد ذلك إلى مكتب والده كموظف، ثم شريكاً ابتداءً من عام 1997. في عام 2001 أصبح يعمل بشكل مستقل. عمل باول مشاريع في الهند والصين. قام باول بتصميم مسجد كولونيا بعد أن فاز مكتبه بالمسابقة التي نظمها الاتحاد الإسلامي التركي لبناء هذا المسجد الذي يُعد أكبر مسجد في المدينة.

## وصلات خارجية
- باول بوم على موقع IMDb (الإنجليزية)
- باول بوم على موقع مونزينجر (الألمانية)
- باول بوم على موقع قاعدة بيانات الفيلم (الإنجليزية)